# Synagoge Kohlhöfen

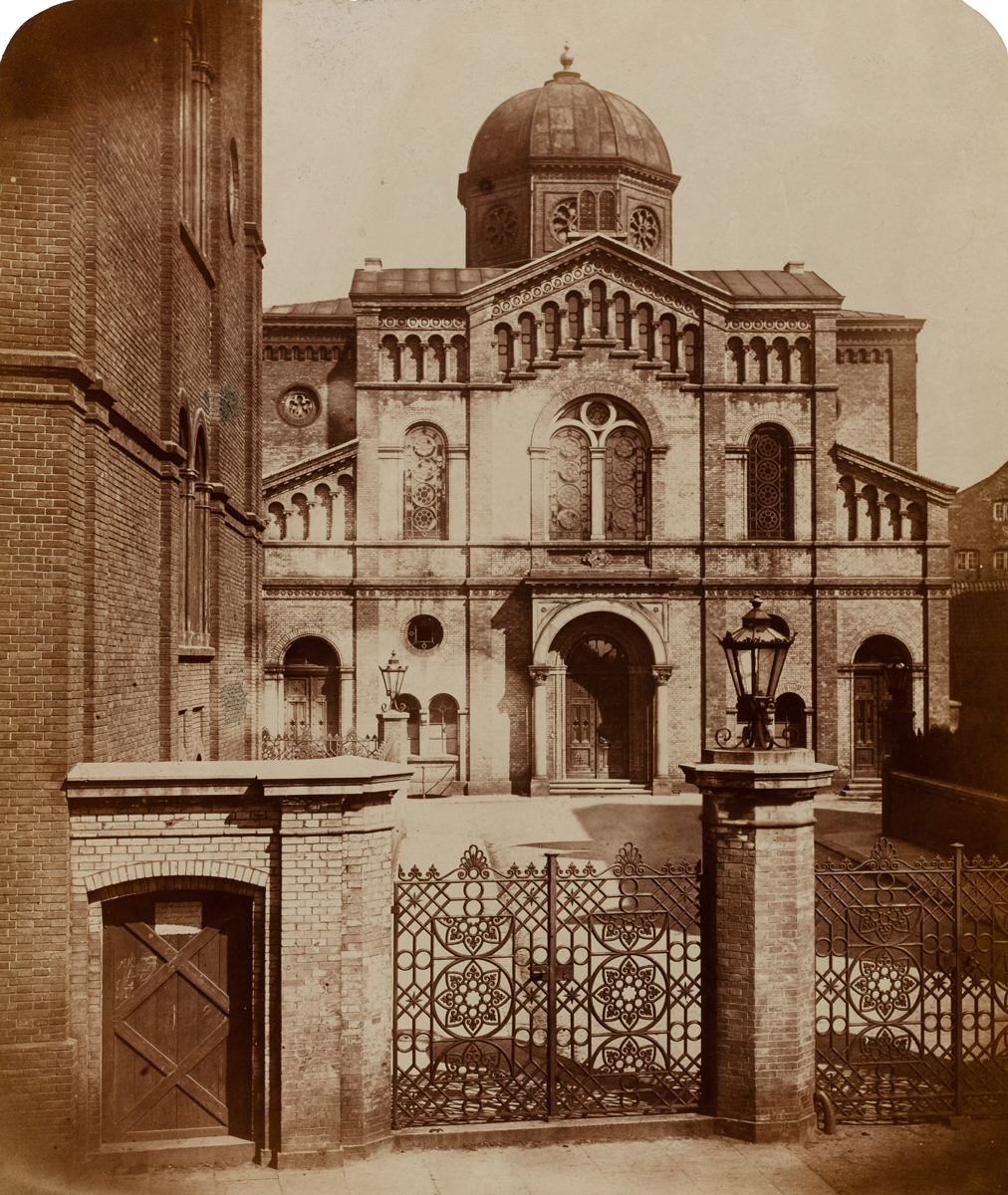
Synagoge Kohlhöfen

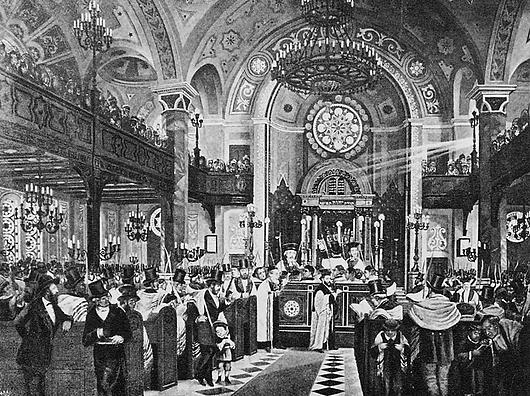
Laubhüttenfest mit Oberrabbiner Anschel Stern

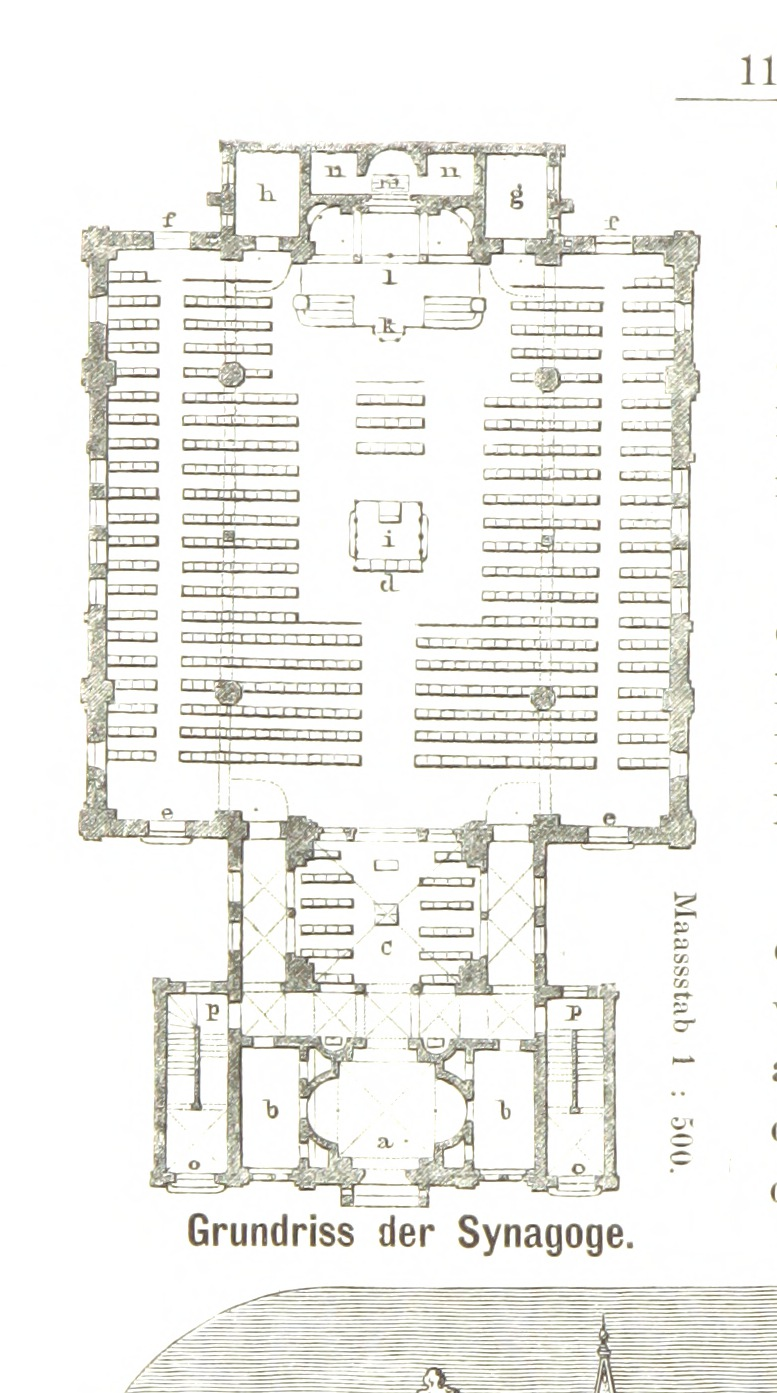
Grundriss

Die Synagoge Kohlhöfen war eine Synagoge in der Hamburger Neustadt. Sie wurde 1859 errichtet und 1934 abgerissen.

## Geschichte
Nachdem die aschkenasische Gemeinde größer wurde, besonders seit der Gleichstellung ab 1849, reichten die bestehenden Synagogen in der Elbstraße (Altonaer Schule) und dem Neuen Steinweg nicht mehr aus.
Mit dem Bau wurde der Architekt Albert Rosengarten beauftragt, der bereits die Synagoge in Kassel und weitere geplant hatte. Der Bau war im Rundbogenstil errichtet, bestand aus gelbem Backstein und war mit einer Tambourkuppel von 12 m Durchmesser bekrönt. Das Innere war komplett ausgemalt.
Erst während der Planungsphase wurde entschieden, das Gebäude so zu errichten, dass die Fassade von außen einsehbar war. Ursprünglich war vorgesehen, die Synagoge hinter den Gebäuden der Talmud-Tora-Schule zu verdecken. Sie war damit die erste von der Straße aus sichtbare Synagoge in Hamburg.
Seit 1869 bestand mit dem Deutsch-Israelitische Synagoge-Verband eine eigene Verwaltung für die orthodoxen Synagogen innerhalb der Deutsch-Israelitischen Gemeinde. Dieser Verband bezahlte auch die Kultusbeamten und den Unterhalt der Synagoge. Die Synagoge verfügte über 600 Sitzplätze für Männer und auf den Emporen über 400 Sitzplätze für Frauen.
Da seit Ende des 19. Jahrhunderts immer mehr Gemeindemitglieder in die neuen Stadtteile außerhalb der alten Stadtmauer abwanderten, insbesondere ins Grindelviertel, verlor die Synagoge immer mehr Besucher. Dort bestand seit 1906 mit der Bornplatzsynagoge die neue Hauptsynagoge der Gemeinden. 1934 wurde die Synagoge Kohlhöfen auf Abriss an die Stadt verkauft.